# Eutelia iperrifula
Eutelia iperrifula là một loài bướm đêm trong họ Noctuidae.